# Éperlecques
Éperlecques (Nederlands: Sperleke; Frans-Vlaams: Speerlik) is een gemeente in het Franse departement Pas-de-Calais (regio Hauts-de-France). De gemeente maakt deel uit van het arrondissement Sint-Omaars. Éperlecques telde op 1 januari 2022 3.740 inwoners.

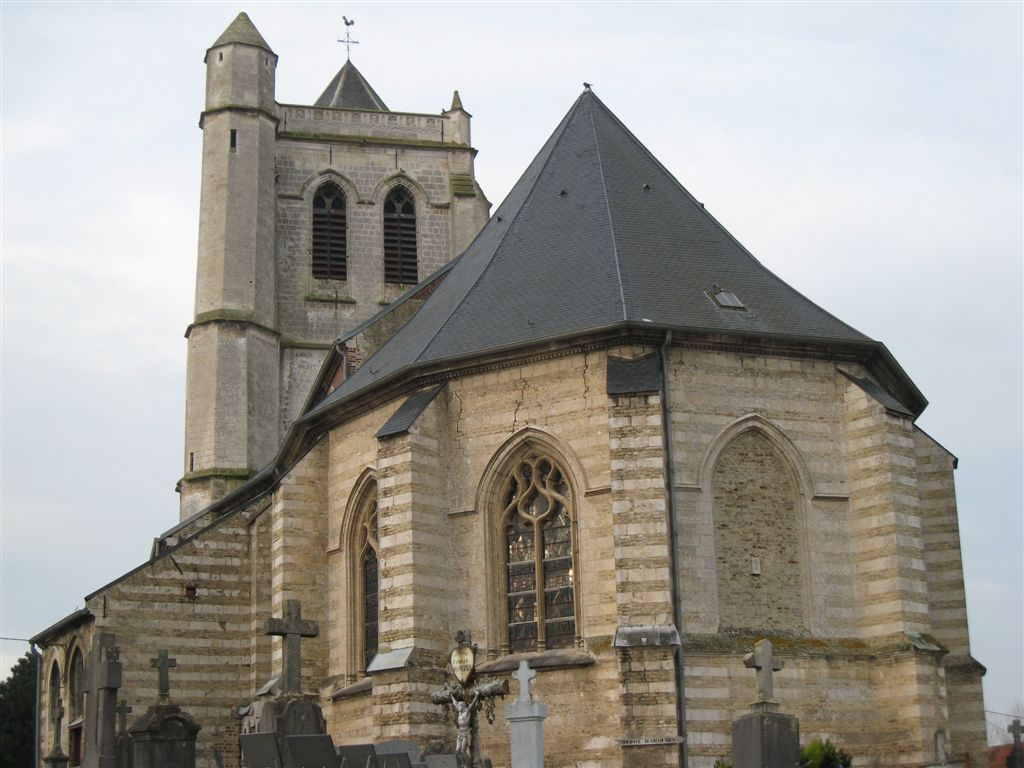
Église Saint-Léger

## Geschiedenis
Een oude vermelding van de plaats dateert uit de 11de eeuw als Spirliacum. Uit de 12de eeuw dateert een vermelding als Sperleca.

## Geografie
De oppervlakte van Éperlecques bedroeg op 1 januari 2022 25,56 vierkante kilometer; de bevolkingsdichtheid was toen 146,3 inwoners per km². Het noorden is een groot bosgebied, het Forêt d'Éperlecques. In het noorden van de gemeente liggen verschillende gehuchten, waaronder Pauverstraëte, Ouest Mont, Est Mont, Nord Straëte, Loosthouck, Ganspette, Bleue Maison, les Sarts, Estabergue en Hellebrouck. Ten westen van het centrum liggen de gehucht Westrove en Meullemotte. In het uiterste zuidwesten ligt op de grens met de gemeente Mentque-Nortbécourt het gehucht Culem.

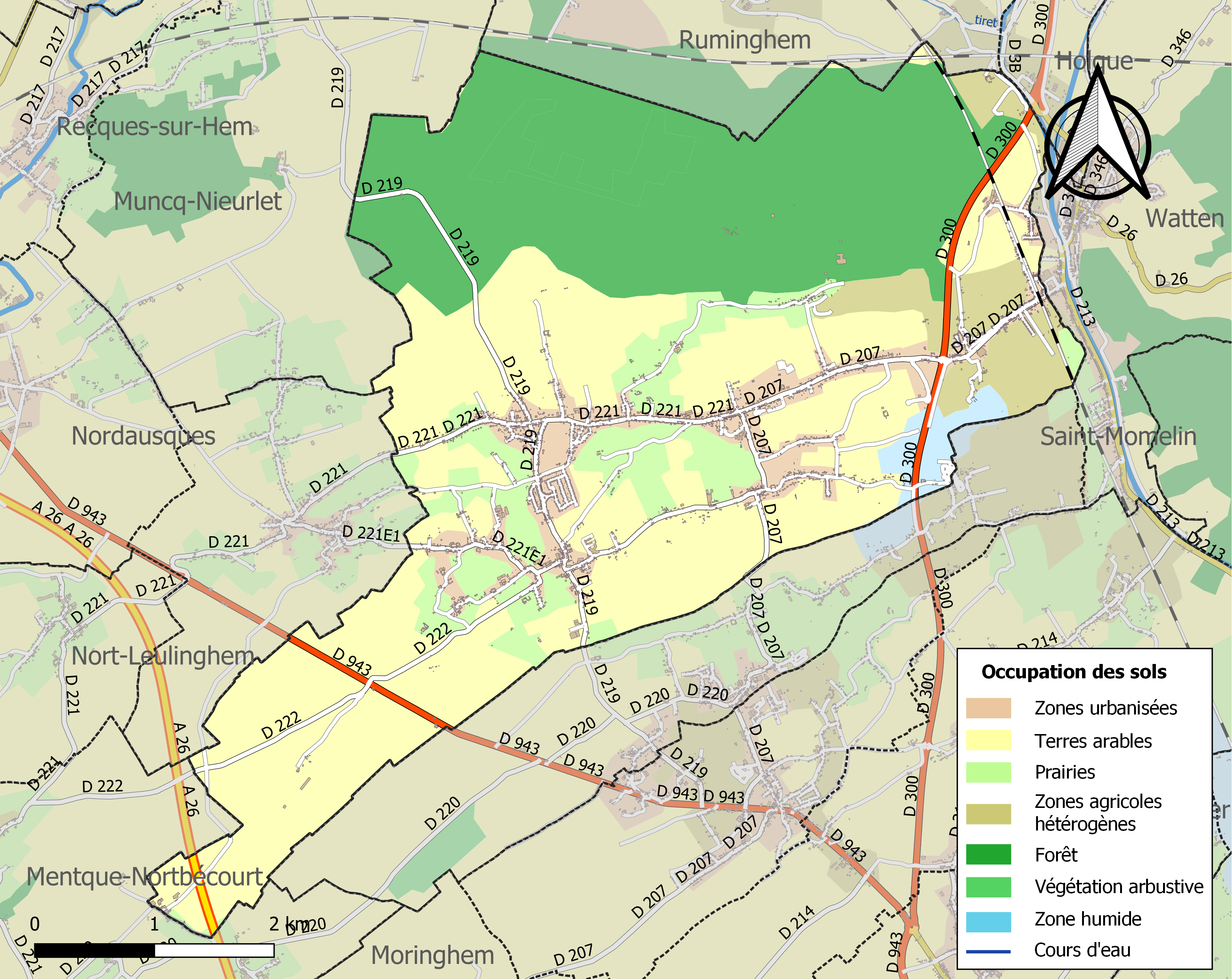
Kaart van de gemeente met belangrijkste infrastructuur, bodemgebruik en omliggende gemeenten

## Bezienswaardigheden
- De Église Saint-Léger

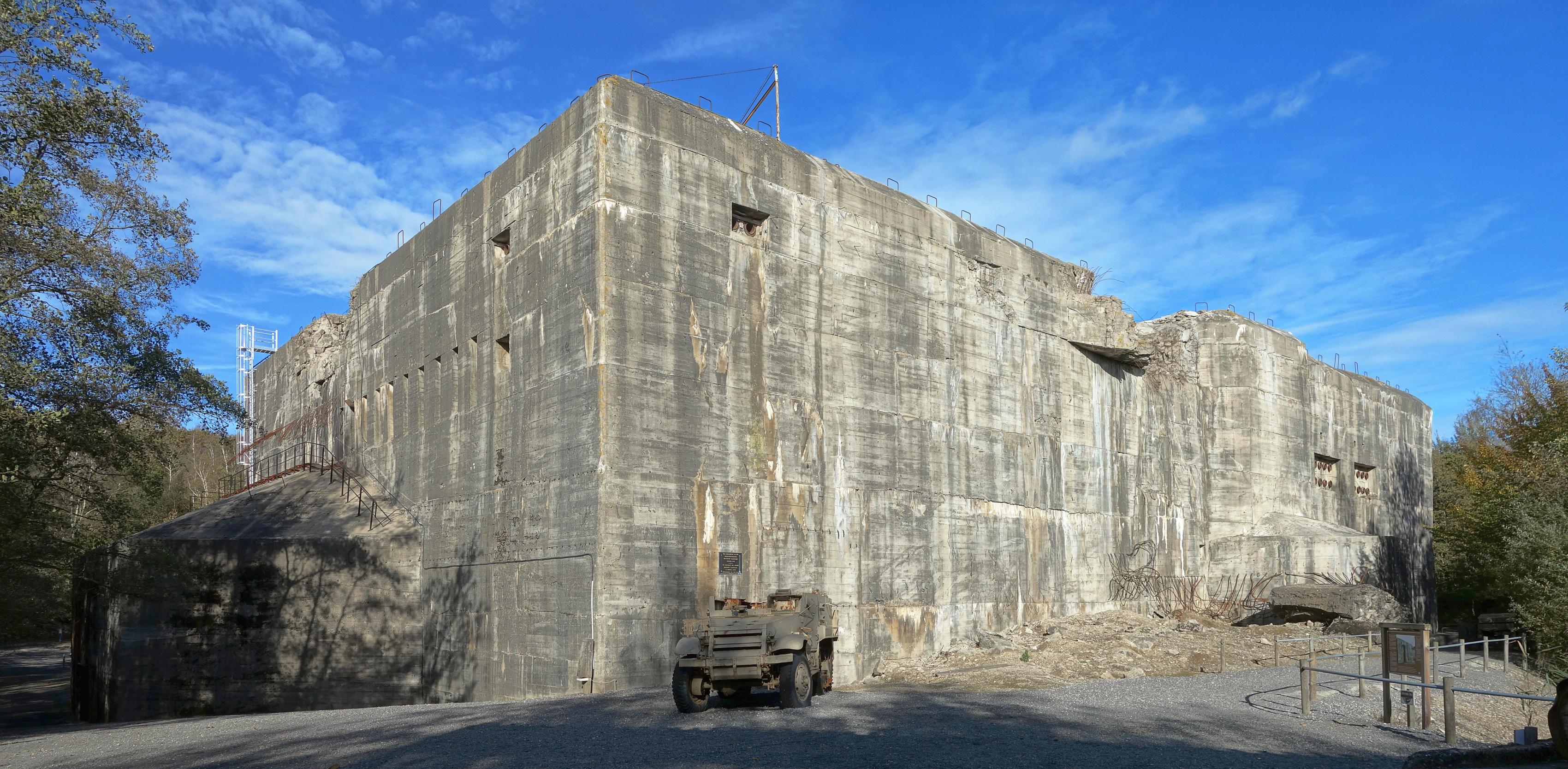
Blockhaus van Éperlecques

- Het Blockhaus van Éperlecques (Blockhaus d'Éperlecques), een Duitse bunker uit de Tweede Wereldoorlog, gebouwd voor de lancering van V2-raketten.
- Op het kerkhof van Éperlecques bevinden zich twee Britse oorlogsgraven, een uit de Eerste en een uit de Tweede Wereldoorlog.
- Bleue-Maison Military Cemetery, een Britse militaire begraafplaats met 60 gesneuvelden uit de Eerste Wereldoorlog

## Demografie
Onderstaande figuur toont het verloop van het inwonertal (bron: INSEE-tellingen).

## Verkeer en vervoer
Door de gemeente loopt de weg van Sint-Omaars naar Calais. Door het uiterste zuiden loopt de autosnelweg A26/E15, die hier echter geen op- en afrit heeft.
In het noorden van de gemeente staat het spoorwegstation Watten-Éperlecques, nabij de grens met Waten.